# 나한전
나한전(羅漢殿)은 부처님의 제자인 나한을 모신 법당이다. 나한은 아라한(阿羅漢)의 약칭으로 그 뜻은 성자(聖者)이다. 아라한은 공양을 받을 자격[應供]을 갖추고 진리로 사람들을 충분히 이끌 수 있는 능력[應眞]을 갖춘 사람들이므로, 나한전을 응진전(應眞殿)이라고도 한다.

## 문화유산 지정

### 나한전
- 고창 선운사 도솔암 나한전 - 전라북도 고창군 아산면 삼인리 66 (전라북도 문화재자료 제110호)
- 범어사 팔상·독성·나한전 - 부산광역시 금정구 청룡동 546 (부산광역시 유형문화재 제63호)
- 영주 성혈사 나한전 - 경상북도 영주시 순흥면 죽계로 459-99 (보물 제832호)
- 완주 송광사 나한전 - 전북특별자치도 완주군 소양면 대흥리 569-2 (전라북도 유형문화재 제172호)
- 하동 쌍계사 나한전 - 경상남도 하동군 화개면 운수리 207 (경상남도 유형문화재 제124호)

### 응진전
- 경주 기림사 응진전 - 경북 경주시 문무대왕면 호암리 419번지 (경상북도 유형문화재 제214호)
- 공주 마곡사 응진전 - 충남 공주시 사곡면 마곡사로 966 (충청남도 문화재자료 제65호)
- 부산 장안사 응진전 - 부산광역시 기장군 (부산광역시 유형문화재 제107호 )
- 사천 다솔사 응진전 - 경남 사천시 곤명면 다솔사길 417 (경상남도 문화재자료 제149호)
- 안동 광흥사 응진전 - 경북 안동시 서후면 재품리 813 (경상북도 유형문화재 제455호)
- 양산 통도사 응진전 - 경남 양산시 하북면 지산리 (경상남도 유형문화재 제196호)
- 울진 불영사 응진전 - 경북 울진군 서면 불영사길 48 (보물  제730호 )

## 같이 보기
- 제목에 "나한전" 항목을 포함한 모든 문서
- 제목에 "응진전" 항목을 포함한 모든 문서
- 아라한

| Disambiguation icon | 이 문서는 명칭이 같고 같은 종류에 속하는 여러 대상을 연결하는 색인 문서입니다. |